# Конкурсная масса
Конкурсная масса представляет собой всё имущество должника, имеющееся на момент открытия конкурсного производства и выявленное в ходе конкурсного производства. В целях правильного ведения учета имущества должника, которое составляет конкурсную массу, конкурсный управляющий вправе привлекать бухгалтеров, аудиторов и иных специалистов
Конкурсная масса — это:
- основные и оборотные средства
- нематериальные активы
- дебиторская задолженность
- прочие и активы, находящиеся на балансе должника

Споры о формировании конкурсной массы, о включении какого-либо имущества в ее состав либо об исключении из него решаются в судебном порядке. 
Полномочия по распоряжению конкурсной массой принадлежат конкурсному управляющему (в отношении граждан, находящихся в процедуре банкротства – финансовому управляющему).

## Имущество должника, не включаемое в конкурсную массу
Из имущества должника, которое составляет конкурсную массу, исключаются имущество, изъятое из оборота, имущественные права, связанные с личностью должника, в том числе права, основанные на имеющейся лицензии на осуществление отдельных видов деятельности, а также иное предусмотренное Федеральным законом имущество.
Не включается в конкурсную массу арендованное должником имущество, находящееся на ответственном хранении должника, за исключением имущества, на которое в соответствии с законодательством или учредительным документом организации может быть наложено взыскание по обязательствам должника. Включению в конкурсную массу подлежат также объекты социально-коммунальной сферы, находящиеся на балансе должника, за исключением жилищного фонда, детских дошкольных учреждений и отдельных жизненно важных для данного региона объектов производственной и коммунальной инфраструктуры, которые должны быть приняты на баланс соответствующих органов местного самоуправления.
Из конкурсной массы также может быть исключена часть заработка должника, как правило, в размере прожиточного минимума. Прожиточный минимум выделяется ежемесячно за счет заработка должника, если у должника есть несовершеннолетние дети или супруга на законном иждивении (например, в отпуске по уходу за ребенком до 3 лет) – то и на их содержание. 

Если после удержаний из заработка должника на личные нужды часть заработка еще осталась – она изымается и включается в конкурсную массу, впоследствии распределяется между кредиторами.